# Сен-Жю-ан-Шоссе
Сен-Жю-ан-Шоссе (фр. Saint-Just-en-Chaussée) — город на севере Франции, регион О-де-Франс, департамент Уаза, округ Клермон, центр одноименного кантона. Расположен в 28 км к востоку от Бове и в 80 км к северу от Парижа. В центре города находится железнодорожная станция Сен-Жю-ан-Шоссе линии Париж-Лилль.
Население (2018) — 6 033 человека.

## История
Город получил своё название в честь Святого Юста из Бове — полулегендарного святого, которому по преданию отрубили голову, после чего его тело взяло голову в руку и продолжило проповедовать. Ему также приписывают разнообразные чудеса.
В средние века город был важным укрепленным пунктом. В 1119 году рядом с ним было построено аббатство, которое в 1347 году было разрушено вместо с феодальным замком. Аббатство впоследствии было отстроено, но в 1707 году погибло в огне.

## Достопримечательности
- Церковь Святого Юста XIX века, построенная на базе предыдущей церкви, сожженной в 1636 году испанцами. В церкви сохранилась купель для крещения XII века
- Памятник павшим рядом с церковью
- Здание мэрии XIX века
- Античный фонтан на месте предполагаемой казни Святого Юста в 298 году

## Экономика
Структура занятости населения:
- сельское хозяйство — 1,4 %
- промышленность — 26,1 %
- строительство — 1,9 %
- торговля, транспорт и сфера услуг — 41,4 %
- государственные и муниципальные службы — 29,3 %

Уровень безработицы (2017) — 18,4 % (Франция в целом — 13,4 %, департамент Уаза — 13,8 %). 

Среднегодовой доход на 1 человека, евро (2018) — 18 830 (Франция в целом — 21 730, департамент Уаза — 22 150).

## Демография
Динамика численности населения, чел.

## Администрация
Пост мэра Сен-Жю-ан-Шоссе с 2001 года занимает Франс Деме (Frans Desmedt), член Совета департамента Уаза от кантона Сен-Жю-ан-Шоссе. На муниципальных выборах 2020 года возглавляемый им правый список был единственным.
| Период | Период | Фамилия       | Партия                                  | Примечания                                                                             |
| ------ | ------ | ------------- | --------------------------------------- | -------------------------------------------------------------------------------------- |
| 1969   | 1977   | Жерар Бертон  |                                         | директор компании сферы обслуживания                                                   |
| 1977   | 2001   | Жан-Пьер Брен | Социалистическая партия Разные левые    | учитель, член Генерального совета департамента, депутат Национального собрания Франции |
| 2001   |        | Франс Деме    | Союз за народное движение Разные правые | фермер, член Генерального совета департамента, вице-президент Совета департамента      |

## Знаменитые уроженцы
- Рене Жюст Гаюи (1743-1822), минералог, создатель научной кристаллографии
- Валентин Гаюи (1745-1822), известный благотворитель, педагог и новатор XVIII — XIX веков, один из первых тифлопедагогов, создатель первых учебных заведений для слепых, автор рельефного алфавита для незрячих, предшественник Луи Брайля.

## Галерея

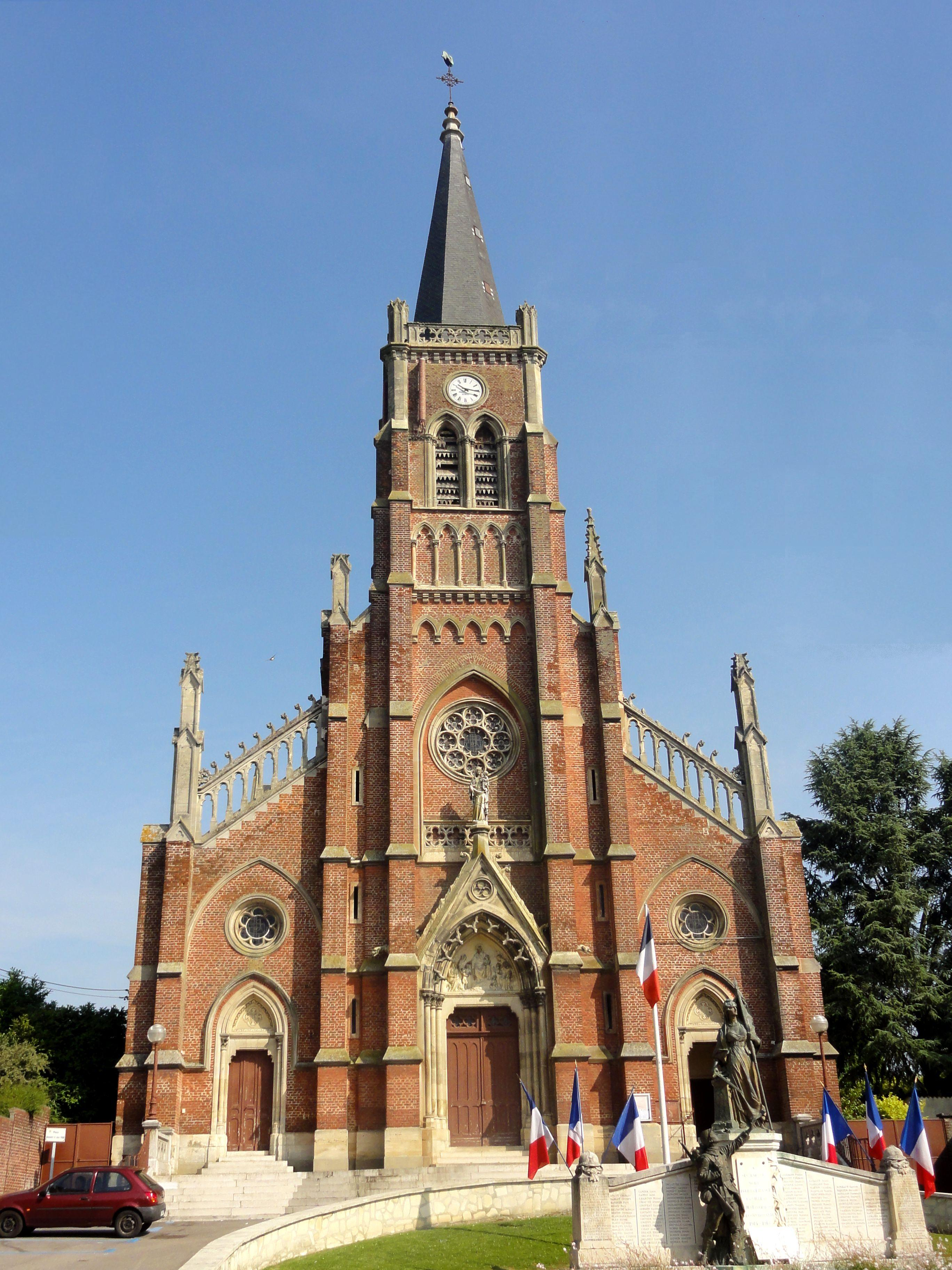
Церковь Святого Юста
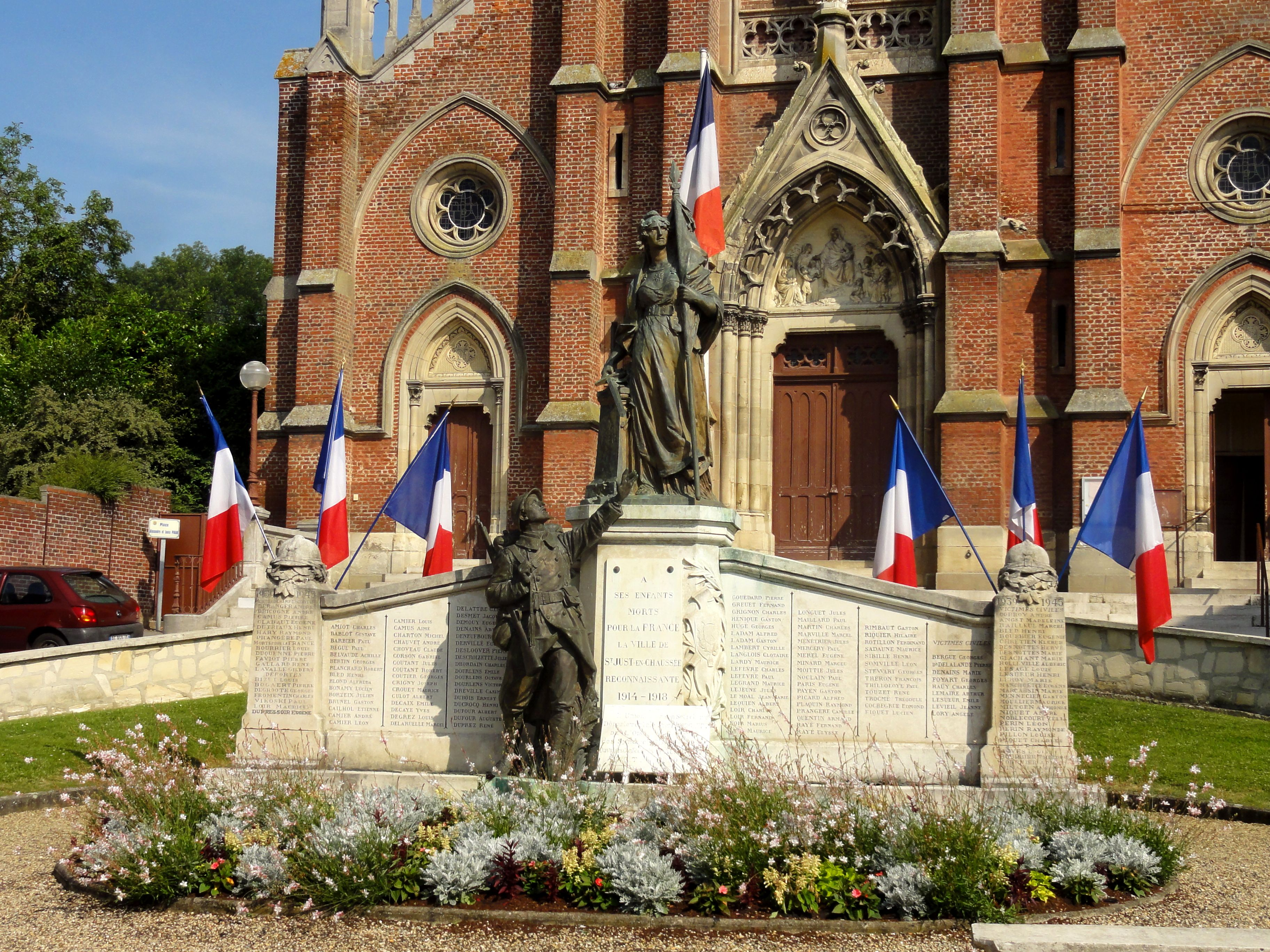
Памятник павшим

1. 1 2  база данных о французских коммунах — Национальный географический институт Франции, 2015.